# Катастрофа Convair 880 под Плейку
Катастрофа Convair 880 под Плейку — авиационная катастрофа пассажирского самолёта Convair CV-880-22M-21 гонконгской авиакомпании Cathay Pacific, произошедшая в четверг 15 июня 1972 года в Республике Вьетнам в 55 километрах юго-восточнее Плейку, при этом погиб 81 человек.

## Самолёт

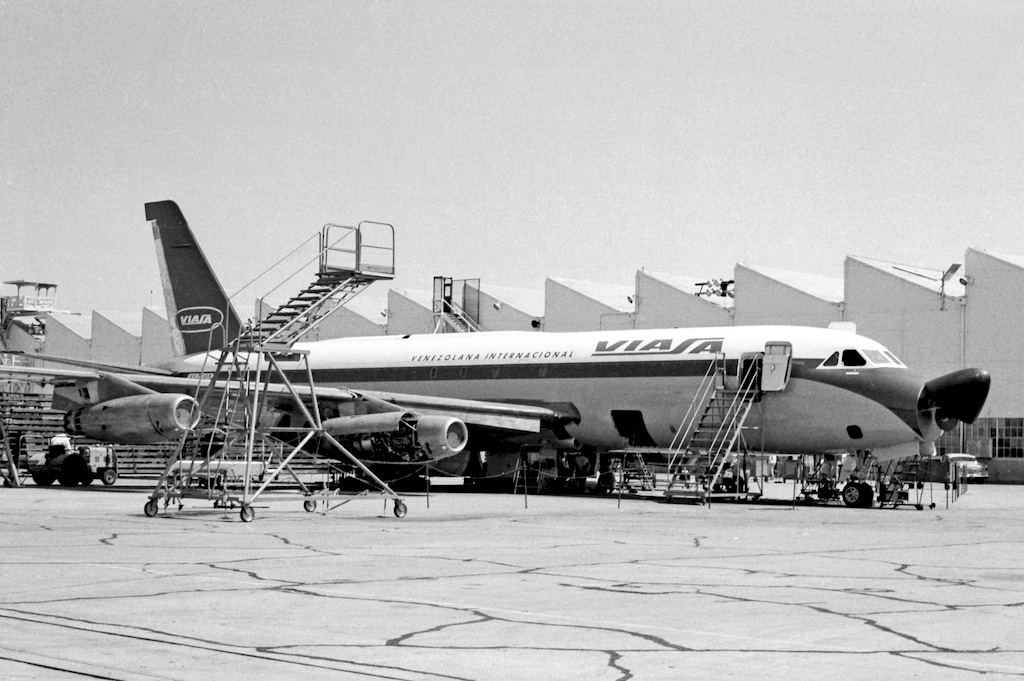
Разбившийся самолёт в 1961 году в период работы в Viasa (борт YV-C-VIA)

Convair CV-880-22M-21 с заводским номером 22-7-1-53 (53-й по счёту CV-880 из всего 65 построенных) был построен в 1961 году и на период испытаний получил регистрационный номер N8490H. После завершения необходимых проверок лайнер прошёл перерегистрацию, в результате которой бортовой номер сменился на YV-C-VIA, и был продан в Венесуэлу авиакомпании Viasa, в которую поступил 1 августа 1961 года. Авиалайнер имел наработку 13 295 часов, когда 1 июля 1967 года перешёл к новому владельцу — базирующейся в Гонконге авиакомпании Cathay Pacific, бортовой номер при этом сменился на VR-HFZ. По данным на 11 мая 1972 года, когда в последний раз был получен сертификат технического обслуживания, наработка самолёта составляла 29 139 часов, а на момент катастрофы — 29 434 часа.
При вылете самолёт имел массу 178 627 фунтов при установленной максимальной взлётной массе 193 000 фунта, а центровка составляла 29,7 % САХ, что также находилось в пределах допустимого. На момент катастрофы лайнер по оценке имел массу около 162 627 фунтов при центровке 29,1 %.

## Экипаж
- Командир воздушного судна — 42 года, общий лётный стаж 14 343 часа, в том числе 5261 час на модели Convair 880-22M. Налёт за последние 28 дней — 49 часов[2].
- Второй пилот — 38 лет, общий лётный стаж 7649 часов, в том числе 2687 часов на модели Convair 880-22M. Налёт за последние 28 дней — 87 часов[2].
- Третий пилот — 42 года, общий лётный стаж 5783 часа, в том числе 1529 часов на модели Convair 880-22M. Налёт за последние 28 дней — 66 часов[2].
- Бортинженер — 36 лет, общий лётный стаж 4246 часов, в том числе 2959 часов на модели Convair 880-22M. Налёт за последние 28 дней — 42 часа[2].

В данном полёте командир также выполнял обязанности пилота-инструктора, проверяя работу второго пилота. На момент происшествия экипаж работал уже 13 часов 35 минут. В салоне находились 6 стюардесс.

## Катастрофа
Самолёт выполнял международный пассажирский рейс CX-700Z из Сингапура в Гонконг с промежуточной посадкой в Бангкоке. Первый этап маршрута был совершён без отклонений и рейс 700Z благополучно приземлился в аэропорту Донмыанг. Стоянка в Бангкоке продлилась 55 минут, в течение которых с самолёта сошли 68 пассажиров с багажом, а вместо них сели 35 новых. Также в баки залили 35 000 фунтов авиакеросина JT-1. В 04:55 GMT с 71 пассажиром и 10 членами экипажа на борту авиалайнер вылетел в Гонконг. Полёт проходил днём по воздушному коридору Green 67 на эшелоне 290 (8,8 км) значительно выше облаков при хороших погодных условиях. Экипаж вёл обычные радиопереговоры сперва с диспетчерским центром в Бангкоке, а в 05:42 GMT перешёл на связь с центром в Сайгоне. Последнее радиосообщение с самолёта было передано в 05:54 (13:54 местного времени), когда пилоты доложили, что прошли пункт обязательного донесения «PE5» в 05:53 на эшелоне 290 и рассчитывают пройти пункт «XVK» в 06:06. Когда экипаж перестал выходить на связь, в 06:20 диспетчер сам попробовал с ними связаться, но безуспешно. В 06:40 диспетчер в Сайгоне сделал запросы в центры в Бангкоке и Гонконге, не выходил ли с ними на связь рейс 700Z, но результаты также были отрицательными. Тогда в 07:15 была объявлена фаза бедствия, после чего на авиабазу Таншоннят был дан запрос начинать поиски пропавшего рейса. Уже в 07:55 GMT (14:55 местного времени) в Сайгоне раздался звонок, что в 30 морских милях (55,5 км) к юго-западу от города Плейку произошла катастрофа самолёта типа «Конвэйр». Два пилота-вертолётчика, добравшись к месту происшествия, опознали в ещё горящих обломках пропавший борт VR-HFZ. Также среди пожара были найдены два относительно уцелевших тела, которых доставили в Плейку для исследований.
Позже среди обломков был найден бортовой самописец с уцелевшими записями. Согласно данным с самописца, а также по изучению обломков было установлено, что самолёт следовал со скоростью 310 узлов (574 км/ч) на эшелоне 290 (8,8 км) по курсу 71°, когда в 05:59 GMT (13:59 местного времени), спустя 64 минуты 2 секунды с момента взлёта и спустя 5 минут с последней связи с землёй, фюзеляж неожиданно разорвало на несколько частей, после чего обломки рухнули на джунгли. Все находящиеся на борту 10 членов экипажа и 71 пассажир, то есть всего 81 человек, погибли. Это крупнейшая катастрофа в истории самолёта Convair 880 и в гонконгской авиации. 10 тел, а именно 2 члена экипажа и 8 пассажиров не были найдены, но их также отнесли к погибшим, так как считается, что их вытянуло наружу в момент декомпрессии, когда разрушился фюзеляж.

## Расследование
По изучению обломков следователи нашли доказательства, что к катастрофе привёл взрыв бомбы. На нескольких телах пассажиров удалось найти следы воздействия взрывной волны, а одного из пассажиров даже подбросило вверх к потолку. Проведённая рентгеноскопия тел обнаружила в 19 из них металлические фрагменты. Очаг взрыва располагался с правой стороны пассажирского салона у начала крыла. Взрывная волна вырвала куски фюзеляжа на правой стороне, которые ударили в хвостовое оперение, из-за чего то отделилось, тем самым полностью лишив самолёт управления. Наконец взрывом был пробит топливный бак № 3, а находящаяся в нём топливо-воздушная смесь детонировала, после чего уже этот взрыв разорвал фюзеляж и крыло на несколько частей.
Из-за длительного воздействия огня на обломки и тела следователи не смогли точно определить тип взрывчатого вещества. Однако было отмечено, что оболочка у взорвавшейся в самолёте бомбы была очень тонкой, что резко отличало её от толстой оболочки боевых снарядов и бомб, ведь у последних фрагменты оболочки также служат поражающим фактором, а потому должны иметь высокие кинетическую энергию и проникающую способность. Признаков, что самолёт был поражён ракетой, следователи не обнаружили, то есть бомба была заранее пронесена на борт и взорвана уже изнутри.

## Причины
Через три месяца после катастрофы, 22 сентября 1972 года, вьетнамская комиссия выпустила итоговый отчёт, согласно которому катастрофа произошла из-за мощного взрыва бомбы, находящейся в пассажирском салоне, в результате чего авиалайнер разрушился в воздухе.
Бомба на борт была пронесена в чемодане и спрятана под сидениями в правом ряду. Во взрыве был обвинён полицейский, у которого данным рейсом летели невеста с дочерью. Позже его оправдали за недостаточностью улик.